# آتش‌سوزی‌های جنگلی ۲۰۱۷ کالیفرنیا

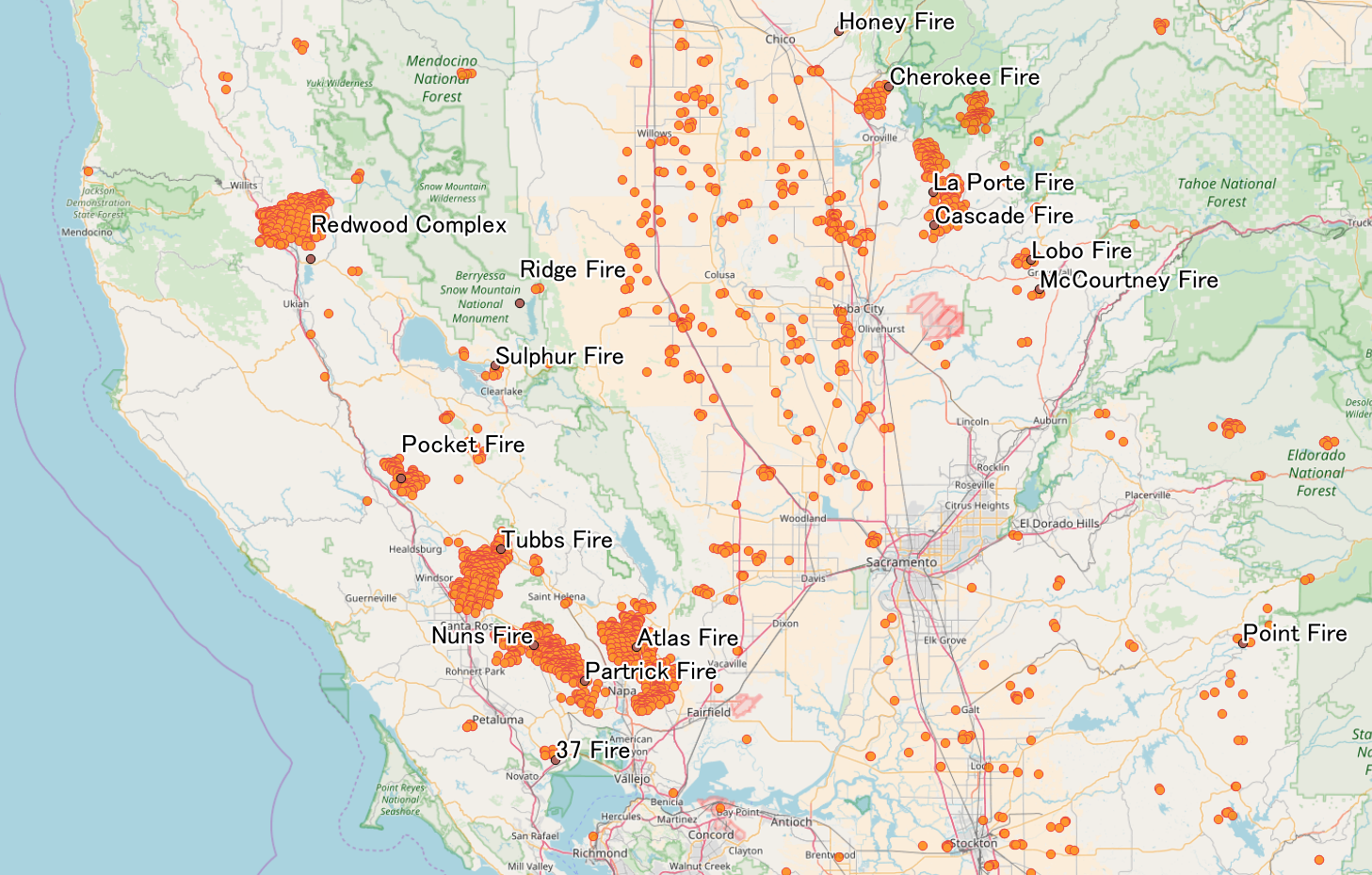
آتش‌سوزی کالیفرنیا از ۱ ژانویه تا ۱۳ اکتبر ۲۰۱۷

آتش‌سوزی‌های جنگلی ۲۰۱۷ کالیفرنیا در ژوئیه اتفاق افتاد و سریعاً رو به گسترش رفت. این آتش‌سوزی به صورت طبعیی اتفاق افتاد و هر ساله در فصل تابستان به دلیل گرم شدن هوا در این منطقه آتش‌سوزی‌هایی رخ می‌دهد که باعث تخریب خانه‌ها و امکانات اهالی منطقه می‌شود.

## شرح واقعه
آتش‌سوزی‌های طبیعی ژوئیه ۲۰۱۷ در منطقه کالیفرنیا بوقوع پیوست و در بیش از ۱۷ نقطه؛ از شمال جنگل ملی شش رود تا جنگل سن برناردینو در شرق لس آنجلس گسترش پیدا کرده‌است. آتش‌سوزی به‌طور خاص در منطقه کانتی سانتا باربارا به وسعت بیش از ۹۳ کیلومتر مربع در جریان و پیشروی می‌باشد.

## اقدامات
صدها نفر از این مناطق تخلیه شده‌اند و هزاران مامور آتش‌نشانی در شرایط سختی در هوای داغ و خشک با این حریق که به دلیل بادهای شدید رو به گسترش است، دست به گریبان‌اند. آن‌ها از طریق هوا و زمین سعی در مهار این آتش‌سوزی دارند. فرماندار ایالت نیز وضعیت اضطراری اعلام کرد.

## تلفات و خسارات
۳۱ کشته و تعدادی مجروح و چندین خانه و وسیله نقلیه تخریب شده‌اند.

## وضعیت جوی
گسترش این آتش‌سوزی، در وضعیت هوا و تنفسی مردم این منطقه خصوصاً طراف لس آنجلس تأثیر گذاشته‌است. پیش‌بینی می‌شود که در هفته آینده دمای هوا همچنان بالا برود.

## پیشینه
کالیفرنیا به دلیل شرایط جنگلی، در تابستانهای خشک هر ساله دچار چنین سوانحی می‌شود:
- ۳ دسامبر ۲۰۱۶ آتش‌سوزی در اوکلند کالیفرنیا که باعث کشته شدن تعداد زیادی از مردم در یک کنسرت شد.[۴]
- ۴ اوت ۲۰۱۵ بر اثر آتش‌سوزی گسترده در کالیفرنیا ۱۳ هزار نفر از اماکن خود، تخلیه شدند و ۲۳۰ هزار کیلومتر مربع از مناطق جنگلی نابود شده‌اند.[۵]
- ۱۸ ژوئیه ۲۰۱۵، آتش‌سوزی جنگل‌های کالیفرنیا به یک بزرگراه شلوغ رسید و چندین وسیله نقلیه را تخریب کرد و مردم پا به فرار گذاشتند.[۶]
- ۱۸ سپتامبر ۲۰۱۴ آتش‌سوزی گسترده‌ای باعث تخریب ۱۱۰ خانه و خسارت به ۹۰ خانه دیگر در کالیفرنیا شد. در این آتش‌سوزی ۳۶ هزار مأمور آتش‌نشانی مشغول مهار آتش بودند.[۷]
- ۲۷ اوت ۲۰۱۳ یکی از برزگترین آتش‌سوزی‌ها در کالیفرنیا به وقوع پیوست.[۸]